# Chiesa delle Suore Ausiliatrici del Purgatorio
La chiesa delle Suore Ausiliatrici del Purgatorio è un luogo di culto cattolico che si trova in viale don Minzoni a Firenze.

## Storia e decscrizione
Era stata realizzata in stile neo rinascimentale alla fine dell'Ottocento. Le Suore, già collegate alla parrocchia della Madonna della Tosse, si sono trasferite in via Mannelli, e la chiesa non è attualmente officiata.
L'esterno è composto come un tempio classicheggiante, di piccole dimensioni ma austero nelle forme. La parte inferiore è in bozze di pietraforte a vista. Sugli angoli e sul lato maggiore corrono paraste con ornati capitelli, che compaiono anche sul portale ad arco a tutto sesto, inquadrato da un architrave. Il registro superiore dell'edificio è intonacato di bianco e vi si aprono finestre a loggetta intervallate da nicchie di forma simile alle aperture. Oltre il cornicione, con semplici modanature, la copertura a capanna ha un frontone con al centro uno stemma.